# Euplectrus platyhypenae
Euplectrus platyhypenae är en stekelart som beskrevs av Howard 1885. Euplectrus platyhypenae ingår i släktet Euplectrus och familjen finglanssteklar. Inga underarter finns listade i Catalogue of Life.